# Amblyseius gratus
Amblyseius gratus är en spindeldjursart som beskrevs av Muhammad Sharif Khan och Ashfaq 2005. Amblyseius gratus ingår i släktet Amblyseius och familjen Phytoseiidae. Inga underarter finns listade i Catalogue of Life.